# Депресивний блек-метал
Депресивно-суїцидальний блек-метал (англ. Depressive Suicidal Black Metal; DSBM) також відомий як депресивний блек-метал (Depressive Black Metal) або суїцидальний блек-метал (Suicidal Black Metal), музичний напрямок, що виокремився з блек-металу наприкінці 1990-х та набув поширення протягом 2000-х років.

## Загальні відомості
Предтечами жанру значна частина оглядачів вважає таких виконавців як Burzum, Manes та Strid. Перший з них відіграв особливий вплив на подальшу стилістику: однойменний дебют на відміну від блек-метал альбомів того часу був повільніший за темпом, містив звукові психоделічні ехо-ефекти, невибагливі та апатичні барабанні ритми і гру на гітарі, що навіювала меланхолію та депресію. Подібним виконанням особливо відзначався «Hvis lyset tar oss» який іноді називають піонерським у жанрі, подальший вплив цього альбому на свою творчість визнавали зокрема такі виконавці як Nortt, Shining та Silencer. Надалі субжанр розвивали зокрема Forgotten Woods та Bethlehem: перші за присутності авангардних, а другі дум-метал елементів.
Окрім класичного, під впливом окремих ідей почившого Пер Інгве Оліна з Mayhem, та за сприяння Шейна Раута з Abyssic Hate згодом також виник депресивно-суїцидальний напрямок жанру.